# Побук
Побук (укр. Побук) — село в Сколевской городской общине Стрыйского района Львовской области Украины.
Население по переписи 2001 года составляло 239 человек. Занимает площадь 2,601 км². Почтовый индекс — 82618. Телефонный код — 3251.